# Élections générales néo-brunswickoises de 1956
L'élection générale néo-brunswickoise de 1956, aussi appelée la 43e élection générale, a lieu le 18 juin 1956 afin d'élire les membres de la 43e législature de l'Assemblée législative du Nouveau-Brunswick, au Canada.
Le Parti progressiste-conservateur remporte une majorité de 37 sièges tandis que l'opposition officielle est formée par le Parti libéral, avec 15 sièges.